# Monotagma plurispicatum
Monotagma plurispicatum é uma espécie de  planta do gênero Monotagma e da família Marantaceae.

## Taxonomia
A espécie foi descrita em 1902 por Karl Moritz Schumann.
São conhecidas as seguintes subspécies de Monotagma plurispicatum (Körn.) K.Schum.:  
- Monotagma plurispicatum (Körn.) K.Schum. var. plurispicatum

Os seguintes sinônimos já foram catalogados:  
- Ischnosiphon plurispicatus  Körn.
- Monotagma contrariosum  J.F. Macbr.
- Monotagma guianense  (Körn.) K. Schum.

## Forma de vida
É uma espécie terrícola e herbácea.

## Conservação
A espécie faz parte da Lista Vermelha das espécies ameaçadas do estado do Espírito Santo, no sudeste do Brasil. A lista foi publicada em 13 de junho de 2005 por intermédio do decreto estadual nº 1.499-R.

## Distribuição
A espécie é encontrada nos estados brasileiros de Acre, Alagoas, Amazonas, Amapá, Bahia, Ceará, Espírito Santo, Goiás, Maranhão, Mato Grosso do Sul, Mato Grosso, Pará, Paraíba , Pernambuco, Piauí, Rondônia, Roraima, Sergipe e Tocantins.
A espécie é encontrada nos  domínios fitogeográficos de Floresta Amazônica, Caatinga, Cerrado, Mata Atlântica e Pantanal, em regiões com vegetação de Campinarana, vegetação de carrasco, cerrado, mata ciliar, mata de igapó, floresta de terra firme, floresta de inundação, floresta estacional decidual, floresta estacional perenifólia, floresta estacional semidecidual, floresta ombrófila pluvial e restinga.